# Leonard Przybylski
Leonard Przybylski (ur. 30 października 1918 w Poznaniu, zm. 24 marca 1945 w Mittelbau-Dora) – polski sportowiec, lekkoatleta KS HCP Poznań.

## Sukcesy sportowe
- Zimowe Mistrzostwa Polski Seniorów w Lekkoatletyce 1938 r. - 3 miejsce w biegu na 3000 m